# Periscepsia jugorum
Periscepsia jugorum là một loài ruồi trong họ Tachinidae.